# 新吴区
新吴区是中华人民共和国江苏省无锡市的一个市辖区。原名无锡新区（但本地人一般仍然称作新区），2015年在无锡市部分行政区划调整后设立新吴区，管辖原属滨湖区的旺庄街道、 江溪街道、 硕放街道、  新安街道、 梅村街道  和锡山区的鸿山街道的无锡新区，原无锡新区为非中华人民共和国民政部在册的江苏省无锡市下辖的行政区。區人民政府駐新安街道和风路28号。区域总面积为220.01平方公里。

## 历史
- 汉置，封东越降将多军为侯邑，三国吴省，晋复置，元升为州，明复为县，清属江苏常州府，后属江苏常道，民国八年自辟为商埠。
- 在1990年代後，開發為工業區，吸引許多大型外商進駐，例如硬碟大廠希捷（Seagate）、日本電器大廠索尼（Sony）、松下電器、台灣重電暨家電大廠東元電機等等。
- 1992年设立的无锡高新技术产业开发区1995年在高新区的基础上正式成立无锡新区，现管辖无锡（太湖）国际科技园、无锡空港产业园、无锡新加坡工业园、无锡出口加工区、吴文化博览园、工业博览园等若干功能园区和六个街道（江溪、旺庄、硕放、梅村、鸿山、新安）,辖区面积220平方公里。2009年的无锡新区管委会

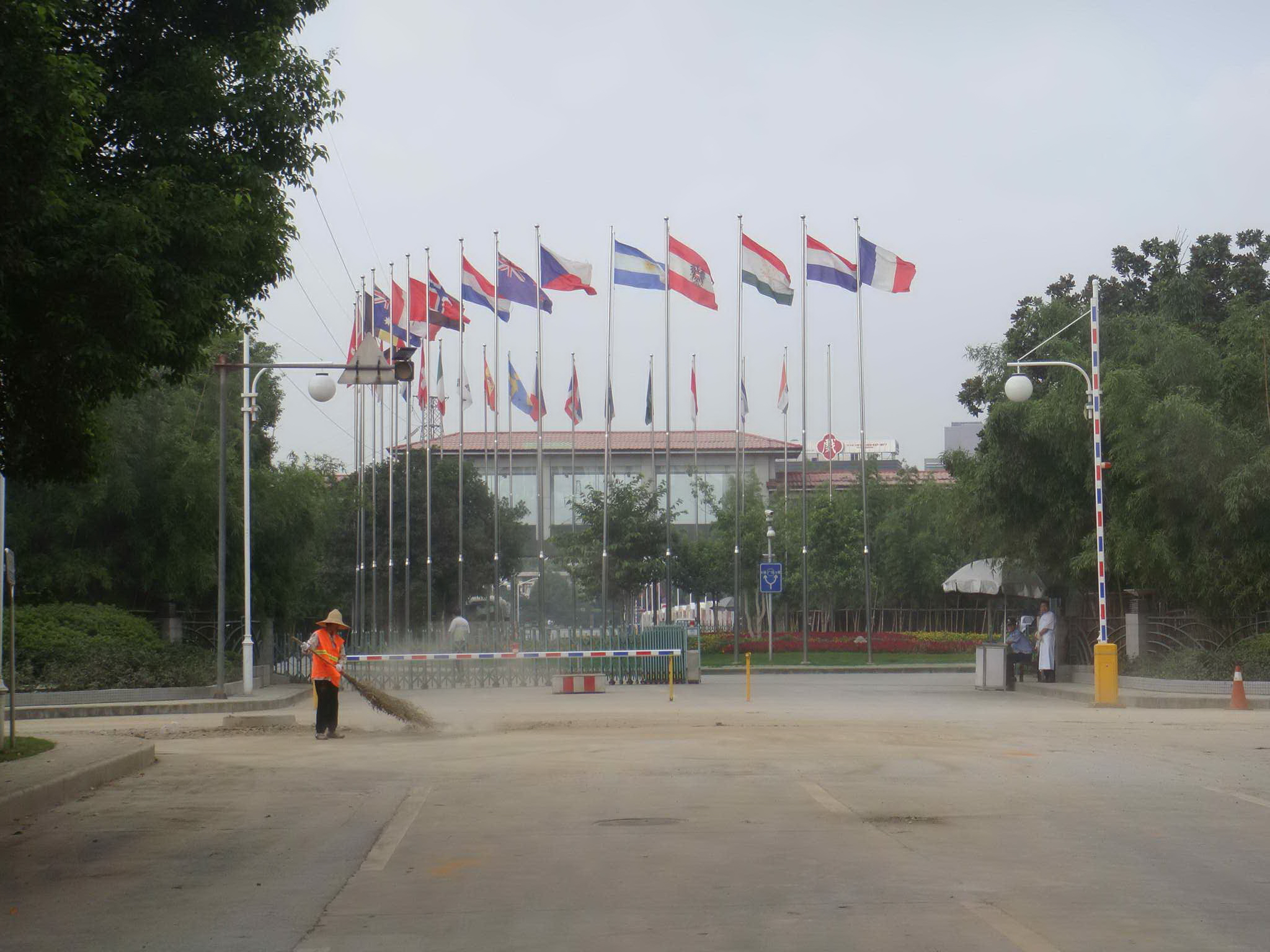
2009年的无锡新区管委会

- 2015年10月，国务院批准撤销将原属滨湖区和锡山区的非在册行政区无锡新区区域设为无锡市新吴区[2]

## 行政区划
新吴区下辖6个街道办事处：
旺庄街道、硕放街道、江溪街道、新安街道、梅村街道和鸿山街道。

## 人口
根據第七次全国人口普查數據，截至2020年11月1日零時，新吳區常住人口為720215人。

## 规划
- 以通祥路为纵、南星路为环。
- 南河路景观街、南星路仿古商业街
- 社区综合活动休闲区、昭嗣堂文保旅游区和商贸居住区

## 交通

### 公路
- 京沪高速
- 通锡高速

### 航空
苏南硕放机场

### 地铁
█ 无锡地铁3号线

## 友好城市
- 丰川市（日本爱知县）
2007年7月31日 缔结友好关系[4]